# ウグイス
ウグイス（鶯、鴬、学名: Horornis diphone）は、スズメ目ウグイス科ウグイス属に分類される鳥類である。
「ホーホケキョ」と大きな声でさえずる。日本三鳴鳥の1つ。山梨県と福岡県の県鳥であり、日本の多数の市町村などの自治体指定の鳥である。

## 特徴

### 分布
種の範囲の定義により、分布域は多少変化するが、大まかにいって東アジアに生息する。
現代的な分類でのウグイス（マンシュウウグイスを含みチョウセンウグイスを含まない）は、日本（南西諸島を含む）、サハリン、東部・中部中国で繁殖し、南部・東南部中国、台湾、東南アジアで越冬する。
伝統的な（2000年代までの）分類に基づく場合、「広義の (sensu lato) ウグイス」（チョウセンウグイスも含む）の繁殖地には南東シベリア、中国東北部、朝鮮半島が加わる。「狭義の (sensu stricto) ウグイス」（マンシュウウグイスも含まない）は、日本（南西諸島を含む）とサハリンのみで繁殖し、南部・東南部中国、台湾で越冬する。
ハワイ諸島にも分布するが、これは日本から移入されたものである。
日本ではほぼ全国に分布する。一部地域では夏に山地で過ごし冬季に平地へ移動する漂鳥であるのに対し、移動を伴わない地域では留鳥となる。平地から高山帯のハイマツ帯に至るまで生息するように、環境適応能力は広い。笹の多い林下や藪を好むが、さえずりの最中に開けた場所に姿を現すこともある。英名の「Bush Warbler」は藪でさえずる鳥を意味している。警戒心が強く、声が聞こえても姿が見えないことが多い。

### 形態
体長はオスが16 cm、メスが14 cmで、スズメとほぼ同じ大きさ。翼開長はオスが21 cm、メスが18 cm。体色は、背中がオリーブ褐色で、腹面は白色、全体的に地味である。雌雄同色。
ウグイスの卵の長径は1.8 cm、ホトトギスの卵の長径は2.2 cmで、色はほぼ同じで、ホトトギスの托卵対象となる。卵は、光沢のある赤褐色で模様はない。ウグイスは一度に5~6個卵を産む。

### 生態
食性は雑食だが、夏場は主に小型の昆虫、幼虫、クモ類などを捕食し、冬場は植物の種子や木の実なども食べる。繁殖期は初夏で、オスは縄張りをつくり「ホーホケキョ」と1日に1000回ほど鳴くことがある。横穴式の壺形の巣をつくり、4–6個の卵を産み、メスが雛を育てる。亜種のハシナガウグイスは、2-3個の卵を産み、オスも雛への給餌を行う。

#### 鳴き声

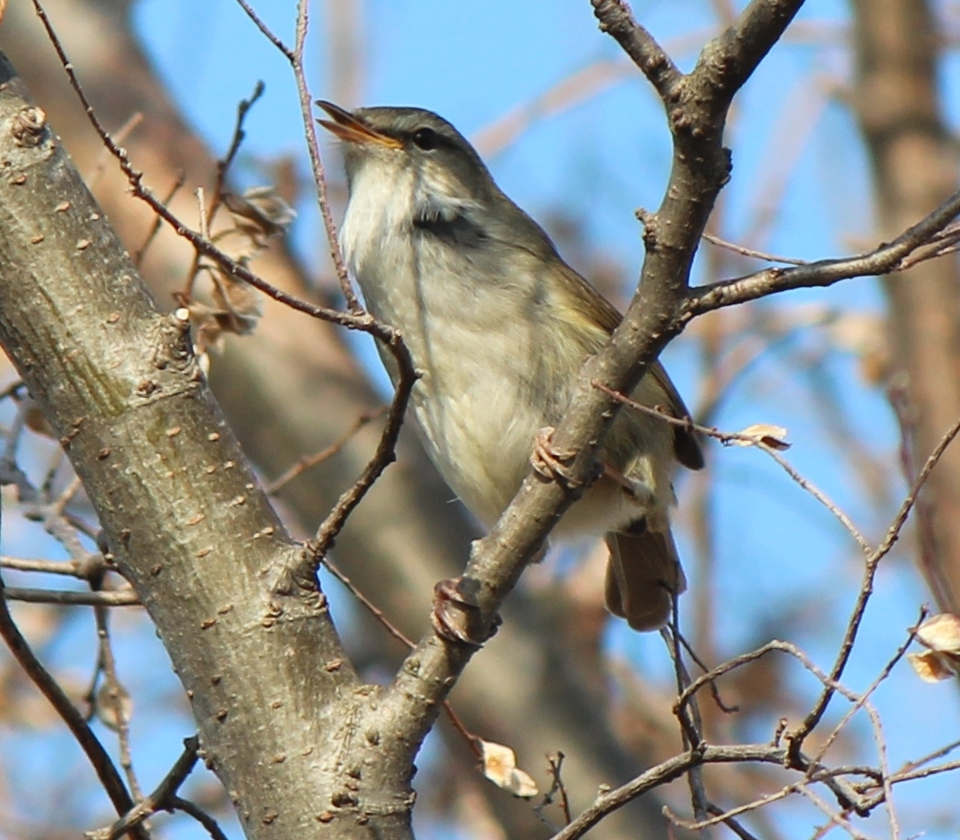
「ホーホケキョ」とさえずるウグイスのオス

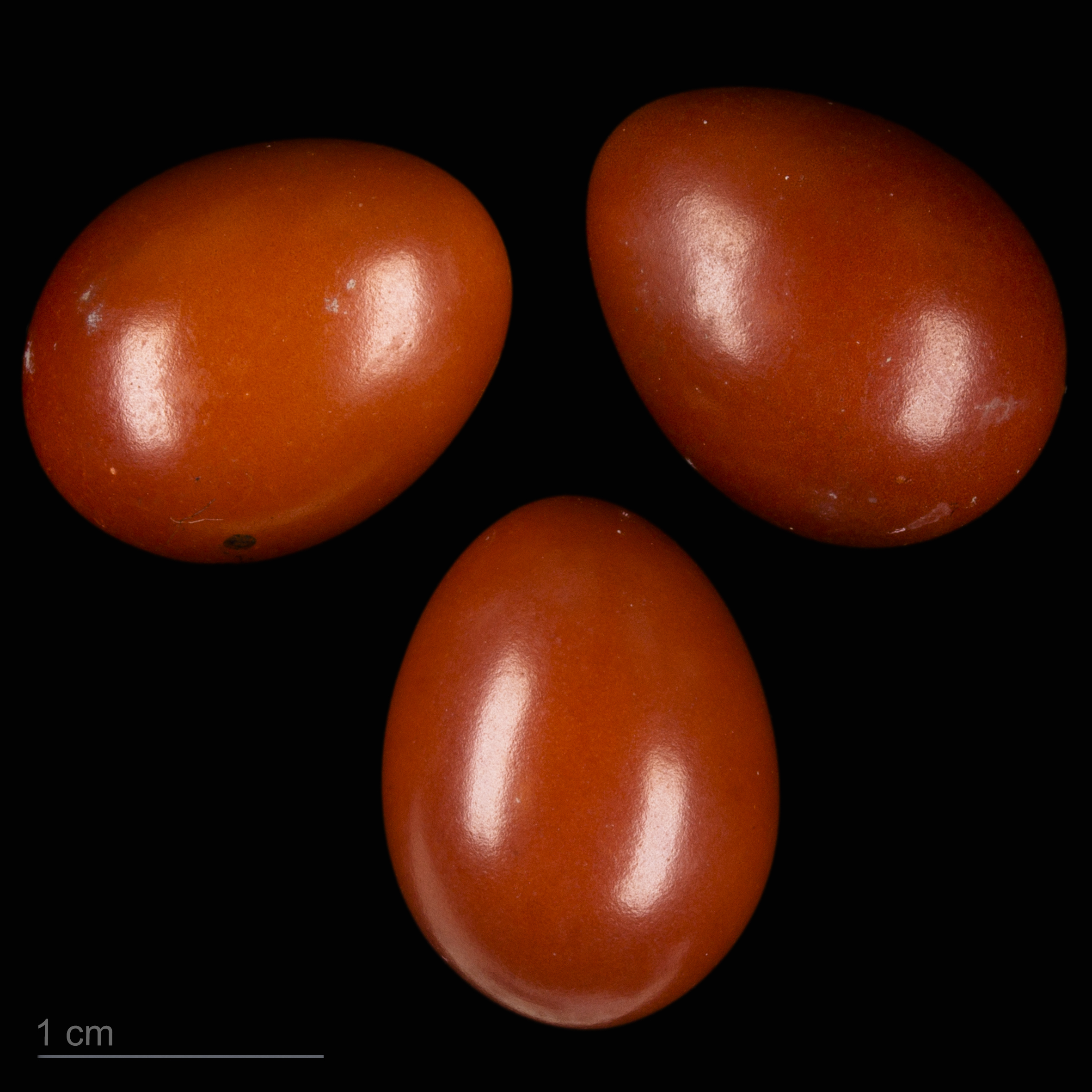
Horornis diphone cantans

ウグイスのさえずりは３種類あり、まず早春の「ケキョ」から始まり、春が進むと「ホーホケキョ」と鳴く。２つ目は、「ホーホケキョ」に続いて、「ケキョケキョケキョ……」と細かく鳴くのは、ウグイスが大声から始まって、谷を渡って小声になるようなので、ウグイスの「谷渡り」と呼ばれる。３つ目は地鳴きで「チャッチャッ」とあたかも相互に静かに鳴きあっている。
さえずるのは縄張り内を見張っているオスで、「ホーホケキョ」が他の鳥に対する縄張り宣言であり、巣にエサを運ぶメスに対する「縄張り内に危険なし」の合図でもある。「ケキョケキョケキョ」が侵入した者や外敵への威嚇であるとされており、これを合図に、メスは自身の安全のためと、外敵に巣の位置を知られないようにするためにエサの運搬を中断して身をひそめる。他方、この鳴き声をメスへのアピールである可能性が高いとする説もある。
平地にて鳴き始める季節が早春であることから春告鳥（）の別名がある。本州中部あたりでは 2月初旬頃からさえずり始め、 8月下旬頃までがよく聞かれる時期だが、10月頃まで弱いさえずりが聞かれることがある。さえずる期間が長くなるのは、一夫多妻制で次々とメスを代えるためである。「ホーホケキョ」とさえずるのを初めて聞いた日を『ウグイスの初鳴日』と呼び、気象庁が生物季節観測に用いていたが、2021年（令和3年）1月以降はアジサイなどの植物のみを対象とした6種目9現象を継続し、ウグイスはそれ以外の種目・現象と共に観測対象から廃止された。
藤原敏行は古今和歌集で「うぐいす鳴く」と詠っている。古くは鳴き声を「ウー、グイス」または「ウー、グイ」と聴いていて、和名の由来であるとする説がある。また、『出雲風土記』には「法吉鳥」（ほほきどり）とある。近世になってから鳴き声が「法法華経」「宝法華経」などと表記されるようになった。
東京都台東区鶯谷の地名の由来は、元禄年間に京都の皇族の出である公弁法親王が「江戸のウグイスは訛っている」として、尾形乾山に命じて京都から3,500羽のウグイスを取り寄せて放鳥し、以後鳴きが良くなりウグイスの名所となったという逸話に由来する。
日本から持ち込まれたハワイに生息している種の鳴き声（さえずり）は日本に生息しているものと比較して単純化されていると国立科学博物館の筑波研究施設が発表した。これはハワイでは縄張り争いや繁殖の争いが日本に比べて激しくないためと推測されている。

#### 音声データ
- 前鳴きから、ケキョ、ケキョ、ホーホケキョ、まで（背景にカラスの声入り）。[ヘルプ/ファイル] : 再生時間: 00:01:34、ファイルサイズ: 380KB
- ホーホケキョ、ホーホケキョ（2羽分の鳴き声を1ファイルに合成）。[ヘルプ/ファイル] : 再生時間: 00:00:03、ファイルサイズ: 60KB
- ホーホケキョ[ヘルプ/ファイル] : 再生時間: 00:00:01、ファイルサイズ: 8KB
- ホーホケキョ[ヘルプ/ファイル] : 再生時間: 00:00:01、ファイルサイズ: 8KB
- ホーホケキョ[ヘルプ/ファイル] : 再生時間: 00:00:02、ファイルサイズ: 10KB

## 分類と系統

### 系統樹
系統樹は Alström et al. (2011)より。
|  | |
|  | |
|  | \| \| ウグイス H. diphone cantans 標本1 \| \| \| \| \| \| ： \| \| \| \| \| \| ウグイス 標本n \| \| \| \| \| \| マンシュウウグイス H. diphone canturians \| \| \| \| |
|  | |
|  | チョウセンウグイス H. borealis |
|  | |
|  | フィリピンウグイス H. seebohmi |
|  | |
|  | ウグイス H. diphone cantans 標本1 |
|  | |
|  | ： |
|  | |
|  | ウグイス 標本n |
|  | |
|  | マンシュウウグイス H. diphone canturians |
|  | |

|  | ウグイス H. diphone cantans 標本1        |
|  |                                          |
|  | ：                                       |
|  |                                          |
|  | ウグイス 標本n                           |
|  |                                          |
|  | マンシュウウグイス H. diphone canturians |
|  |                                          |

|  | |
|  | |
|  | \| \| ウグイス H. diphone cantans 標本1 \| \| \| \| \| \| ： \| \| \| \| \| \| ウグイス 標本n \| \| \| \| \| \| マンシュウウグイス H. diphone canturians \| \| \| \| |
|  | |
|  | チョウセンウグイス H. borealis |
|  | |
|  | フィリピンウグイス H. seebohmi |
|  | |
|  | ウグイス H. diphone cantans 標本1 |
|  | |
|  | ： |
|  | |
|  | ウグイス 標本n |
|  | |
|  | マンシュウウグイス H. diphone canturians |
|  | |

|  | ウグイス H. diphone cantans 標本1        |
|  |                                          |
|  | ：                                       |
|  |                                          |
|  | ウグイス 標本n                           |
|  |                                          |
|  | マンシュウウグイス H. diphone canturians |
|  |                                          |

ウグイス（マンシュウウグイスを含む）+チョウセンウグイス+フィリピンウグイス H. seebohmi は単系統をなす。ただし、この3種間の系統関係は不確実である。
ここではウグイスの亜種のうち2亜種しか解析されていないが、マンシュウウグイス H. borealis は亜種 H. diphone cantans の系統に内包されており、系統的な亜種分類にはなっていない。

### 上位分類
ウグイスやチョウセンウグイスはかつて、Horeites 属に分類されていた。その後、Horeites 属など数属が、それまではヨーロッパウグイスの単型属だった Cettia 属に統合された。
しかし、ウグイスとヨーロッパウグイスは別系統と判明し、ウグイスなど大半の種は、タイワンコウグイス Horornis fortipes を模式種とする Horornis 属として分離された。

### 亜種
ウグイスの種の範囲には伝統的に、狭義 (sensu stricto) と広義 (sensu lato) があった。
狭義のウグイスは、島嶼（日本・南西諸島・サハリン）で繁殖する亜種のみを含んだ。広義のウグイスには、大陸で繁殖するチョウセンウグイス Horornis borealis とマンシュウウグイス Horornis diphone canturians が亜種として含められた。ウグイスを狭義にとる場合、チョウセンウグイスとマンシュウウグイスは1種マンシュウウグイスの亜種とされた。
実際の系統では、マンシュウウグイスは狭義のウグイスの系統内に位置し、ウグイスに含められた。一方、チョウセンウグイスは系統的にやや離れており、別種となった。
かつては、フィリピンウグイス Horornis seebohmi を広義のウグイスに含める説もあった。

#### 現在の亜種
日本に生息する種には○をつける。
- Horornis diphone cantans, ウグイス ○ - 北海道から九州まで広く分布する普通種。
- Horornis diphone diphone, ハシナガウグイス[29] ○ - 普通種と比較して、やや小型で嘴が長く、さえずりは活発ではなく、縄張りは狭い[15][30]。
- Horornis diphone restrictus, ダイトウウグイス ○ - 南大東島で 1922年（大正11年）に 2羽が発見・採集されたが、その後に記録がなく絶滅 (EX) したものと考えられていた[31]。しかし2001年以降、沖縄本島と喜界島に生息していることが確認された。
- Horornis diphone riukiuensis, リュウキュウウグイス ○ - 越冬のため冬に沖縄に飛来する[30]。
- Horornis diphone sakhalinenis, カラフトウグイス - 灰色味が強い[30]。
- Horornis diphone canturians, マンシュウウグイス（タイワンウグイスとも言うが、この名はタイワンコウグイス H. fortipes を意味することもある） - かつての広義のウグイスに含まれたが狭義のウグイスには含まれなかった亜種。

#### かつて亜種とされた種
- Horornis borealis, チョウセンウグイス - マンシュウウグイスと共に広義のウグイスに含められた。
- Horornis seebohmi, フィリピンウグイス - 広義のウグイスに含める説があった。

## 種の保全状況評価
国際自然保護連合（IUCN）により、軽度懸念（LC）の指定を受けている。
1950年から1979年まで愛玩飼養の対象種となっていたが、1980年に除外された。
日本では環境省により鳥獣の保護及び狩猟の適正化に関する法律で、法第二十六条第二項の環境省令で定める鳥獣の対象になっている。
日本の以下の都道府県でレッドリストの指定を受けている。
- 準絶滅危惧（NT） - 千葉県、東京都
- その他（地帯別危惧） - 埼玉県

## 人との関わり

### 名称

#### 別名
春鳥（ハルドリ）、春告鳥（ハルツゲドリ）、花見鳥（ハナミドリ）、歌詠鳥（ウタヨミドリ）、経読鳥（キョウヨミドリ）、匂鳥（ニオイドリ）、人来鳥（ヒトクドリ）、百千鳥（モモチドリ）、黄鳥（コウチョウ）、金衣公子（キンイコウシ）、報春鳥（ホウシュンドリ）、黄粉鳥（キナコドリ）、禁鳥（トドメドリ）、初音（ハツネ）、など多くの異称を持つ。

#### 「鶯」
「鶯」の漢字がさす鳥は日本語と中国語では異なる。日本では、本記事のウグイスのことをさす。古来中国の漢詩等では別上科カラス上科のコウライウグイスのことである。両者とも美声を愛でられる鳥だが、声も外見も非常に異なり分類的な類縁はない。
なお、現在の中国ではウグイス科は鶯科でありウグイスを「日本树莺」（日本樹鶯）と表記する。またコウライウグイス科は黄鸝科でありコウライウグイスは「黄鸝」または「黄鳥」と表記する。

### 飼養

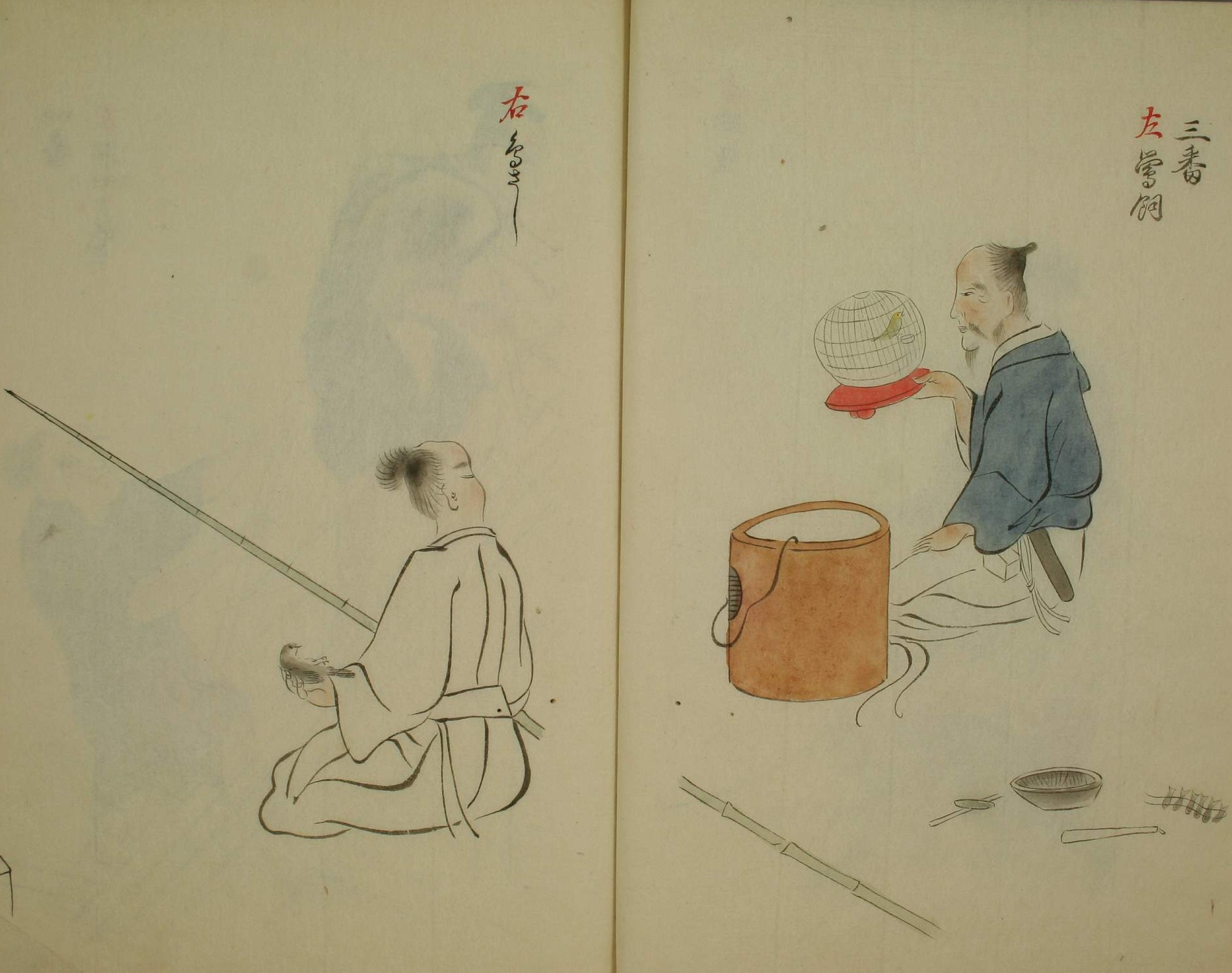
鳥刺（左）、鶯飼（うぐひす飼、右）の歌合（『三十二番職人歌合』、1494年、その1838年の模写）。ウグイスが鳥籠に入っており、鶯飼は帯刀している。

その飼養は、古くから行なわれ、足利義政の頃に流行し、その弊害の大きさから法度において禁じられたが、江戸時代、とくに文化から弘化にかけて、流行し、徳川家治、徳川家斉もこれを愛し、小納戸役にお鳥掛という職を置いたほどであった。

#### 飼育法
一番子の雛を巣ごと持ち帰り、藁製の畚（ふご）に入れ、巣口を綿で覆い、その畚を小蒲団で包み、温かい室内に置き、雛がピピピと鳴いて餌を求めたらすり餌を与え、夜は暖房して寒さを防ぐ。羽翼が整って離巣するようになれば、1羽ずつ籠に移す。籠には親籠、雛籠、付籠、袖籠（付子の雛を持ち運ぶ）、旅籠（遠方に携行する）、水籠（水浴びさせる）などの種類がある。籠にいれたウグイスはさらに籠桶（こおけ）に入れる。籠桶はキリ製で、高さ45 cmほど、幅30 cmほど、長さ 80 cmほどで、正面は障子のけんどんになっている。キリ製なのは、それ以外では、琴と同じく、鳴く音と調和しないからであるという。餌はすり餌が中心で、活き餌も用いる。すり餌は、玄米、米ぬか、青葉で作る。活き餌は、アオガエル、ヤナギの虫（ボクトウガの幼虫）、クサギの虫（コウモリガの幼虫）、エビヅルの虫（ブドウスカシバの幼虫）、イナゴなどである。その他、シンクイムシ、ミールワーム、ヨーロッパイエコオロギ、ヒメツメガエルなど入手しやすい活き餌がある。時期的に早く鳴かせるには、夜飼法などの方法がある。これは夜、籠桶の障子をはずして行灯などの燈火に向けるもので、これを、鳥を「あぶる」という。9月中旬から始めて、冬から春にかけて鳴かせる。また、「つけ子」といって、鳴き声の美しい仮親につけて、その音色を練習させる方法もある。親鳥の籠桶から約2 m離れたところに雛の籠桶を置き、自然に鳴方を習得させるものである。「つけ子」や「あぶる」方法は、いずれも徳川時代に編み出されたものである。

### 芸術

#### 和歌
- うぐいすの なく野辺ごとに きてみれば うつろふ花に 風ぞ吹きける　詠み人知らず『古今集』
- あらたまの 年ゆきがへり 春立たば まづ我が宿に 鶯は鳴け　大伴家持『万葉集』
- 春たてば 花とや見らむ 白雪の かかれる枝に うぐひすぞなく　素性法師『古今集』
- 春霞 おもひたちにし あしたより またるるものは 鶯のこゑ　藤原敦忠
- ほととぎす なくべき枝と みゆれども またるるものは 鶯の声　藤原道綱
- 鶯の こゑ聞きそむるあしたより 待たるる物は 桜なりけり　本居宣長
- 鶯の 声を聞きつる あしたより 春の心に なりにけるかも　良寛
- 鶯の 谷よりいづる 声なくは 春くることを 誰か知らまし　大江千里
- 声たえず 鳴けや鶯 ひととせに ふたたびとだに 来べき春かは　藤原興風

#### 俳句
- 俳句では鶯は春の季語であり、囀りが整う夏の鶯を「老鶯（ろうおう）」「晩鶯（ばんおう）」「乱鶯（らんおう）」といい夏の季語。
- 鶯や餅に糞する縁の先　松尾芭蕉
- 鶯の声遠き日も暮にけり　与謝蕪村

#### 音楽
- 『春鶯囀（しゅんのうでん）』雅楽（唐楽） 舞楽、管絃で演じられる大曲。
- 『千代の鶯』 地歌・箏曲（作曲：光崎検校） 地歌手事ものの大曲。
- 『宮の鶯』 箏曲（組歌）
- 『初鶯』 箏曲（作曲：宮城道雄）
- 『春の曲』 箏曲（作曲：吉沢検校） 鶯を詠んだ和歌二首を含む。
- その他一部分に鶯を詠んだ邦楽作品はきわめて多い。
- 『うぐいす』 童謡（文部省唱歌）（作詞：林柳波、作曲：井上武士）

### 鳴き合わせと密猟
ウグイスはさえずりが見事なことから、捕獲したウグイスに声を競わせる「鳴き合わせ」という行為が行わることがある。現在日本では鳥獣保護法により捕獲・飼育が禁止されているが、しかし今なお密猟が絶えない実態があり、密猟者の存在が時折報じられることもある。
詳しくはメジロ#人間との関係も参照。

#### 鴬品定めの会
鳴声の1節を律、中、呂の3段に分ける。律音をタカネ、またアゲ、中音をナカネ、呂音をサゲという。3段を日月星に比して三光と称し、三つ音とも称し、その鳴声の長短、節調の完全なものが優鳥とされた。正月下旬、2月の計2回、江戸、京都、大坂の三都に持ち寄って、品評会を開き、「鶯品定めの会」と称した。会場は江戸では向島牛島の旗亭梅本と定め、期日が決定したら、数日前から牛島を中心に小梅、洲崎の各村の農家に頼んで出品する各自の鳥を預ける。当日、審査員格の飼鳥屋が梅本に集まり、家々を何回となく回って鳴声を手帳に書留め、衆議の上で決定した。第一の優鳥を順の一という位に置き、以下、東の一、西の一、三幅対の右、三幅対の中、三幅対の左、というように品位を決め、品にはいったものは大高檀紙に鳥名と位を書き、江戸鳥屋中として白木の三宝に載せ、水引を掛けた末広扇1対を添え、飼主に贈り、飼主からは身分に応じて相当の謝儀があった。その謝儀をもって品定め会の費用を弁じた。本郷の味噌屋某の飼鳥が順の一を得た時には、同時に出品した加賀の太守前田侯の飼鳥を顔色なからしめ、得意のあまり、「鴬や百万石も何のその」と一句をものしたという挿話がある。弘化年間の飼鳥屋で品定め会に立会う者は58軒と定められた。毎回そのなかの1人が催主となって肝煎役に当たった。明治維新とともにこの会は廃絶した。

### ウグイスのフン
その糞には豊富にリゾチームなどの加水分解酵素が含まれ、顔面に塗布する事で角質層が柔らかくなって、小皺が取れたり肌のキメが細かくなる・肌のくすみが取れて色白になる事から、古くから美顔洗顔料やにきび治療薬として人気がある。「うぐいすの粉」として市販されているものがそれで、この酵素には脱色作用もあるため、着物の染み抜きにも利用される（以前は毛はえ薬として用いられていたこともあった）。
なおウグイスは大量飼育が難しく、得られる糞も少量であることから、市販の「ウグイスの糞」と称する商品は、ほとんどが別科ガビチョウ科のソウシチョウを飼育し得られた糞を原料に使用している。

### メジロとの混同

花札における『梅に鶯』の意匠

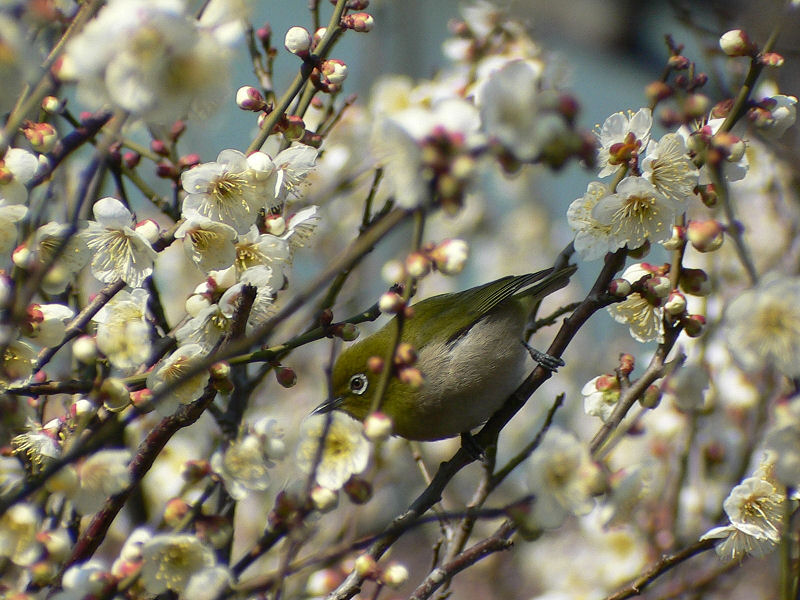
梅にメジロ

いわゆる梅にウグイスという取り合わせが和歌をはじめ、よく見かけられる。これは春の訪れを告げる梅の花と鶯の鳴き声とが、優美な組み合わせとしてしばしば詩歌や絵画に取り上げられたことによる。しかし、都市開発が進み漢詩や和歌についての素養が一般人から失われている現代では、梅にウグイスという取り合わせについて、メジロとウグイスを誤解したものとする俗説が流布された。同様に、現代では「ウグイス色」というとメジロの体色のような鮮やかな色を連想する人が多いとされるが、JIS慣用色名に定められているウグイス色は茶と黒のまざったような緑色をしている。この色を鶯茶（うぐいすちゃ）ともいう。実際のウグイスの体色は茶褐色であり、JISのウグイス色は、ウグイスの羽を忠実に取材した色である。メジロ#ウグイスとの混同も参照。
| #918D40 |

| #6D5826 |

なお、ここにあげた色の見本は JIS で規定したマンセル値に基づく近似色であり、RGB 値は一例にすぎない。

### ウグイスを「自治体の鳥」とする自治体
平成の大合併で誕生した新しい自治体の多くが区市町村の鳥に採用している。以下は一部であり、これ以外の多数の市町村に於いても制定されている。
- 都道府県
  - 山梨県、福岡県
- 北海道地方
  - 北海道 : 歌志内市、厚真町、清水町
- 東北地方
  - 青森県 : 平川市、大鰐町、鰺ケ沢町、階上町、南部町
  - 岩手県 : 一関市、雫石町、平泉町、久慈市
  - 秋田県 : 五城目町、羽後町
  - 宮城県 : 白石市、丸森町
  - 山形県 : 真室川町、小国町
  - 福島県 : 国見町、川俣町、本宮市、田村市、二本松市、柳津町、下郷町、相馬市、川内村、天栄村、石川町、只見町、南会津町、会津坂下町、三春町、楢葉町、飯舘村
- 関東地方
  - 群馬県 : 富岡市、高崎市、榛東村、中之条町、下仁田町、南牧村、みなかみ町
  - 栃木県 : 益子町、下野市、茂木町、那珂川町、日光市（日光市はカワセミも制定）、大田原市（大田原市はヒバリも制定）
  - 茨城県 : ひたちなか市、鉾田市、神栖市、常総市、茨城町、牛久市、阿見町、稲敷市、桜川市、坂東市、笠間市、かすみがうら市、城里町、土浦市（土浦市は ヨシキリも制定）
  - 埼玉県 : 飯能市、越生町、小鹿野町、東秩父村、神川町
  - 千葉県 : 長南町、市原市、匝瑳市、袖ケ浦市、山武市、市川市
  - 東京都 : 大田区、青梅市、日の出町、檜原村
  - 神奈川県 :秦野市、葉山町、清川村
- 甲信越地方
  - 山梨県 : 上野原市、甲州市、都留市
  - 長野県 : 信濃町、喬木村、山ノ内町、阿南町、阿智村、川上村、南相木村
  - 新潟県 : 津南町、阿賀町、魚沼市
- 東海地方
  - 静岡県 : 裾野市、浜松市、藤枝市、掛川市、小山町
  - 愛知県 : 東栄町
  - 岐阜県 : 本巣市、瑞浪市
  - 三重県 : 津市、松阪市、熊野市、名張市、菰野町、朝日町
- 北陸地方
  - 富山県 : ※ウグイスを自治体の鳥に制定している市町村無し（2020年11月現在）
  - 石川県 : 白山市、珠洲市、中能登町、宝達志水町
  - 福井県 : 大野市
- 近畿地方
  - 大阪府 : 豊能町
  - 京都府 : 大山崎町、笠置町、京丹波町、福知山市（福知山市はキジも制定）
  - 奈良県 : 奈良市、葛城市、宇陀市、十津川村、御杖村、野迫川村
  - 滋賀県 : 多賀町、湖南市、米原市（米原市はキジも制定）
  - 兵庫県 : 宝塚市（宝塚市はセグロセキレイも制定）
  - 和歌山県 : 紀の川市、岩出市、古座川町、みなべ町、日高川町
- 中国地方
  - 鳥取県 : 北栄町
  - 島根県 : ※ウグイスを自治体の鳥に制定している市町村無し（2021年1月現在）
  - 岡山県 : 矢掛町、西粟倉村
  - 広島県 : 熊野町
  - 山口県 : ※ウグイスを自治体の鳥に制定している市町村無し（2021年1月現在）
- 四国地方
  - 香川県 : ※ウグイスを自治体の鳥に制定している市町村無し（2021年1月現在）
  - 徳島県 : 阿波市、佐那河内村、石井町
  - 愛媛県 : 西予市
  - 高知県 : 東洋町、安田町、大川村
- 九州地方・沖縄県
  - 福岡県 : 須恵町、筑前町、香春町、みやこ町、築上町
  - 佐賀県 : 太良町
  - 大分県 : 竹田市、由布市
  - 熊本県 : 人吉市、山鹿市、菊池市、宇城市、和水町、益城町
  - 長崎県 : 西海市
  - 宮崎県 : 西都市、新富町、日之影町
  - 鹿児島県 : ※ウグイスを自治体の鳥に制定している市町村無し（2023年10月現在）
  - 沖縄県 : ※ウグイスを自治体の鳥に制定している市町村無し（2023年10月現在）

### その他
鶯張り
上を歩くとキュキュと音が鳴る床。将軍の上洛時の居城だった二条城や大寺院の堂や書院などの廊下に使われることが多い。特殊な金具を使用して音が出るようにしており、かつて忍者の侵入対策として作られたとも言われる。一部には単に積年劣化により鳴るようになった例もある。
鶯谷
ウグイスの多い谷から付けられた地名。
鶯餡（うぐいすあん）
エンドウを使った餡。色がうぐいす色。これを使って作られたパンをウグイスパンという。うぐいすの肉を使っている訳ではない。
うぐいす嬢
野球場で場内アナウンスを担当する女性のこと。また、選挙運動で選挙カーから候補者の応援アナウンス（選挙ウグイス）をする女性のこと。
目薬
ウグイスの卵を和紙に包み、つぶして乾燥させ、それに水を加えて目薬にする民間療法が長野県開田地方にあった。また同じ伝統が長野県阿智、喬木村などにも残っている。
温泉
岩手県には、ウグイスの伝説に因んだ鶯宿温泉（おうしゅくおんせん）がある。天正年間、ウグイスが川床で傷を癒しているところを木こりが見つけた事から湯治場となったという。